# Schmuel Agmon
Shmuel Agmon (hébreu : שמואל אגמון ; né le 2 février 1922 et mort le 21 mars 2025) est un mathématicien israélien. Il est connu pour ses travaux sur l'analyse et les équations aux dérivées partielles.

## Biographie
Shmuel Agmon naît à Tel Aviv, fils de l'écrivain Nathan Agmon (en) et de Chaya Gutman. Il passe les premières années de sa vie à Nazareth. Membre du mouvement de jeunesse HaMahanot HaOlim (en), Agmon fait ses études secondaires au lycée hébraïque Rehaviah et rejoint juste après un projet Hakhshara (en) au kibboutz Na'an.
Il commence ses études de mathématiques à l'université hébraïque de Jérusalem en 1940 mais s'enrôle dans la brigade juive de l'armée britannique avant de terminer son diplôme. Il sert pendant quatre ans à Chypre, en Italie et en Belgique pendant la Seconde Guerre mondiale.
Après sa démobilisation, il terminé ses études de premier et second cycles à l'université hébraïque et va en France pour poursuivre ses études. Il obtient un doctorat de l'université de Paris en 1949, sous la direction de Szolem Mandelbrojt. Il retourne à Jérusalem après avoir travaillé comme chercheur invité à l'université Rice de 1950 à 1952, puis est nommé professeur titulaire à l'université hébraïque en 1959.
Il meurt le 21 mars 2025 à l'âge de 103 ans.

## Recherches
Parmi les contributions d'Agmon à l'étude des équations aux dérivées partielles figure en bonne place la « méthode d'Agmon » pour prouver la décroissance exponentielle des fonctions propres pour les opérateurs elliptiques.

## Honneurs et récompenses
Agmon reçoit le prix Israël 1991 en mathématiques. Il reçoit le prix EMET pour l'art, la science et la culture (en) 2007 « pour avoir ouvert de nouvelles voies dans l'étude des équations aux dérivées partielles elliptiques et de leur langage problématique et pour avoir fait avancer les connaissances du domaine, ainsi que pour sa contribution essentielle au développement de la théorie spectrale et de la théorie des distributions des opérateurs de Schrödinger. » Il est également lauréat du prix Weizmann et du prix Rothschild. En 2012, il devient membre de l'American Mathematical Society.

## Publications choisies
- Shmuel Agmon, « Functions of exponential type in an angle and singularities of Taylor series », Trans. Amer. Math. Soc., vol. 70, no 3,‎ 1951, p. 492-508 (DOI 10.1090/s0002-9947-1951-0041222-5, MR 0041222)
- Shmuel Agmon et Lipman Bers, « The expansion theorem for pseudo-analytic functions », Proc. Amer. Math. Soc., vol. 3, no 5,‎ 1952, p. 757-764 (DOI 10.1090/s0002-9939-1952-0057349-4, MR 0057349)
- Shmuel Agmon, « Complex variable Tauberians », Trans. Amer. Math. Soc., vol. 74, no 3,‎ 1953, p. 444-481 (DOI 10.1090/s0002-9947-1953-0054079-5, MR 0054079)
- Shmuel Agmon, « Maximum theorems for solutions of higher order elliptic equations », Bull. Amer. Math. Soc., vol. 66, no 2,‎ 1960, p. 77-80 (DOI 10.1090/s0002-9904-1960-10402-8, MR 0124618)
- Lectures on elliptic boundary value problems, Van Nostrand, 1965, iii+291 p; 2nd edition, AMS Chelsea Pub., 2010 (ISBN 978-0-8218-4910-1)
- Unicité et convexité dans les problèmes différentiels, Presses de l'Université de Montréal, 1966, 156 p.
- Spectral properties of Schrödinger operators and scattering theory, Scuola normale superiore di Pisa, 1975
- Lectures on exponential decay of solutions of second-order elliptic equations: bounds on eigenfunctions of N-body Schrödinger operators, Princeton University Press, 1982 (ISBN 978-0-691-08318-6)[8]